# Sínodo Calvino (Igreja Unida de Cristo)
O Sínodo Calvino (SC), em inglês Calvin Synod, é uma conferência interina de igrejas reformadas de maioria húngara, afiliada à Igreja Unida de Cristo.

## História
Após a Primeira Guerra Mundial , muitos húngaros migraram para os Estados Unidos. Eles estabeleceram igrejas que estavam sob o controle da Igreja Reformada na Hungria. Em 1921, a IRH, por meio do Acordo Tiffini, transferiu suas duas classes (presbitérios) na América para a Igreja Reformada nos Estados Unidos (IREU).
Todavia, em 1934, a maior parte da IREU se uniu ao Sínodo Evangélico da América do Norte para formar a Igreja Evangélica e Reformada (IER). Esta denominação, por sua vez, autorizou as igrejas húngaras a formar um sínodo distinto. Sendo assim, em 1939, as igrejas húngaras na IER criaram o Sínodo Calvino  (SC).
Em 1957, uma nova fusão ocorreu, entre a IER e as Igrejas Cristãs Congregacionais, levando a formação da Igreja Unida de Cristo. O Sínodo Calvino acompanhou a nova denominação na fusão.

## Doutrina
O Sínodo Calvino, como herdeiro da tradição da Igreja Reformada da Hungria, subscreve a Segunda Confissão Helvética e Catecismo de Heidelberg. Além disso, pratica a ordenação de mulheres.
Se distingue da Igreja Unida de Cristo (IUC) como um todo, visto que possui uma visão conservadora do casamento, rejeitando a permissão para a realização de casamento entre pessoas do mesmo sexo endossada pela IUC.

## Relações intereclesiásticas
Em 2019, o Sínodo Calvino aderiu à Igreja Reformada Húngara, uma comunhão global de denominações reformadas de origem hungara.